# Яблоновая Голова
Я́блоновая Голова́ (Я́блонова Голова́) — деревня Агрономовского сельсовета Лебедянского района Липецкой области.

## География
В деревне имеется одна улица: Центральная.

## История
Возникла в 1923 году как посёлок рабочих, которые занимались садоводством. Это отразилось и в названии. Позднее, в 1929 году, рядом был организован плодоводческий совхоз «Агроном» (см. Агроном).

## Население
| 2010 |
| ---- |
| 33   |

В 1926 году, согласно данным переписи населения, в Яблоновой Голове жили 106 человек.